# グリーゼ581f
グリーゼ581f（英語: Gliese 581f）またはGl 581f、GJ 581f は、太陽系から約20光年離れた、赤色矮星グリーゼ581の周囲を公転する太陽系外惑星である。この惑星系の内側から数えて第6惑星にあたる（惑星数は2010年現在6個発見されている）。てんびん座の方角に位置している。この惑星の発見は2010年9月29日に発表された。この惑星はW・M・ケック天文台において視線速度法によって得られたデータと、ラ・シヤ天文台にある3.6m望遠鏡に設置された高精度視線速度系外惑星探査装置（HARPS）のデータを組み合わせることで発見された。
グリーゼ581gとともに「アストロフィジカルジャーナル」にて観測調査を記述した論文が公表された。しかし後の研究により、存在しないだろうとの指摘がなされている。

## グリーゼ581惑星系内での比較
グリーゼ581fはグリーゼ581の惑星系において一番外側を公転している。他の惑星の軌道半径はグリーゼ581eが0.0282AU、グリーゼ581bが0.0406AU、グリーゼ581cが0.0721AU、グリーゼ581gが0.1460AU、グリーゼ581dが0.220AU、グリーゼ581fが0.758AUである。つまり同じ惑星系だがグリーゼ581fだけ離れているのが分かる。
質量はこの惑星系ではグリーゼ581bに次いで大きく、bが15.8M⊕、fが7.00M⊕、dが6.04M⊕、cが5.5M⊕、gが3.10M⊕、eが1.939M⊕である。